# TSV Havelse
El TSV Havelse es un equipo de fútbol de Alemania que juega en la 3. Bundesliga, la tercera liga de fútbol más importante del país.

## Historia
Fue fundado en el año 1912 en la ciudad de Garbsen, en Baja Sajonia con el nombre FC Pelikan-Havelse por un grupo de 30 jóvenes provenientes de pequeños poblados de Havelse. Su nombre se debía a la panadería que compró al club por 7.50 marcos alemanes. El equipo estuvo inactivo durante la Primera Guerra Mundial, retornando a las actividadades en 1933.
Su participación en el fútbol alemán ha sido discreta, exceptuando la temporada en la que estuvieron en la 2. Bundesliga en 1990/91, dirigidos por Volker Finke, que también jugó en el equipo entre 1969 a 1974 y que fue muchos años entrenador del SC Friburgo. En sus participaciones en la Copa de Alemania se registran que eliminó en 2 ocasiones al F. C. Núremberg en la primera y segunda ronda en las ediciones de 1991 y 2002 respectivamente.

## Palmarés
- Regionalliga Nord: 2 (III)

2021, 2025
- Oberliga Nord: 1 (III)

1989
- Oberliga Niedersachsen-West: 1

2010
- Lower Saxony Cup: 2

2012, 2020